# Dunaxeus capensis
Dunaxeus capensis är en spindeldjursart som först beskrevs av Den Heyer 1981.  Dunaxeus capensis ingår i släktet Dunaxeus och familjen Cunaxidae. Inga underarter finns listade i Catalogue of Life.